# تپه خانه شیر
تپه خانه شیر مربوط به دوره ساسانیان است و در شهرستان نیر، بخش کورائیم، دهستان یورتی غربی، روستای خانه شیر واقع شده و این اثر در تاریخ ۱۸ اسفند ۱۳۸۷ با شمارهٔ ثبت ۲۴۹۲۷ به‌عنوان یکی از آثار ملی ایران به ثبت رسیده است.